# Liste von Söhnen und Töchtern von Bad Reichenhall
Die folgenden Personen wurden in Bad Reichenhall geboren. Ob sie ihren späteren Wirkungskreis in Bad Reichenhall hatten, ist in dieser Aufstellung, die im Übrigen keinen Anspruch auf Vollständigkeit erhebt, nicht berücksichtigt.

## Söhne und Töchter von Bad Reichenhall

### Kleriker
- Peter Kröll von Reichenhall († 1363), Theologe und Bischof von Lavant
- Wiguleus Fröschl von Marzoll (1445–1517), Theologe und Fürstbischof von Passau
- Amandus Pachler (1624–1673), Salzburger Historiker, Theologe und Abt des Stifts St. Peter in Salzburg
- Korbinian Birnbacher (* 1967), Historiker und Erzabt des Stiftes St. Peter zu Salzburg

### Köche
- Clemens Rambichler (* 1988), Küchenchef im Drei-Sterne-Restaurant Sonnora in Dreis.

### Kulturschaffende
- Andreas Hofer (1629–1684), Salzburger Komponist und Hofkapellmeister
- Sebastian Altmann (1827–1894), österreichischer Architekt und Stadtbaumeister von Bozen
- Franz Grainer (1871–1948), Fotograf
- Franz Murr (1887–1964), Maler und naturwissenschaftlicher Illustrator
- Ernst Baumann (1906–1985), Fotograf
- Horst Parson (1935–2015), Architekt
- Ludwig Valentin Angerer (* 1938), Architekt, Bildhauer, Maler und Schriftsteller
- Walter Andreas Angerer (* 1940), Maler, Bildhauer und Komponist.
- Heinz Nußbaumer (* 1943), österreichischer Journalist und Fernsehmoderator
- Friedrich Danielis (1944–2021), Maler und Schriftsteller
- Werner Schwarzwälder (1944–2011), Journalist
- Rupert Fegg (* 1948), Galerist und Direktor der Kunstakademie Bad Reichenhall
- Georg Ringsgwandl (* 1948), Kardiologe, Kabarettist und Liedermacher
- Josef Hirthammer (* 1951), Maler, Bildhauer und Fotograf
- Liane Rudolph (* 1952), Schauspielerin und Synchronsprecherin
- Robert Meyer (* 1953), Schauspieler, Regisseur und Direktor der Wiener Volksoper
- Peter Schreyer (* 1953), Automobildesigner
- Roland Tichy (* 1955), Journalist
- Hans Söllner (* 1955), Sänger und Liedermacher
- Bernhard Hagemann (* 1956), Fotograf und Jugendschriftsteller
- Esther Wenger (* 1958), Fernsehregisseurin und -produzentin
- Christoph M. Loos (* 1959), Druckgrafik-Künstler
- Stefan Birkel (* 1966), Kunstmaler
- Guido May (* 1968), Schlagzeuger
- Anja Gsottschneider (* 1972), Künstlerin und Autorin
- Andreas Puhani (* 1973), Dirigent und Hochschullehrer in München
- Matthias Schulz (* 1977), Pianist und Opernintendant
- Michael Regner (* 1986), Komponist
- Maximilian Pfnür (* 1986), Schauspieler, Regisseur und Autor
- Sebastian Höglauer (* 1990), Musiker und Komponist
- Riccardo Simonetti (* 1993), Schauspieler, Influencer, Moderator und Model

### Militär
- Anton von Vogl (1834–1913), bayerischer Generalstabsarzt
- Eduard von Crailsheim (1865–1915), bayerischer Generalmajor
- Hans von Pranckh (1888–1945), österreichischer Heimwehrführer
- Viktoria Savs (1899–1979), österreichische Soldatin im Ersten Weltkrieg
- Walter Grabmann (1905–1992), Luftwaffenoffizier
- Johann Berger (* 1951), Brigadegeneral

### Politiker
- Christian Harl (1824–1902), Pfarrer und Reichstagsabgeordneter (Zentrum)
- Ludwig von Brandt (1868–1931), Jurist und Landrat von Eschenbach in der Oberpfalz
- Sophie Seggel (1875–1961), Frauenrechtlerin
- Clemens Busch (1879–1966), Jurist, Landrat und Regierungspräsident
- Josef Hellenbrock (1900–1977), Politiker und Bundestagsabgeordneter (SPD)
- Günter Joetze (1933–2019), Diplomat
- Gustav Starzmann (1944–2023), Vermessungsingenieur und bayerischer Landtagsabgeordneter (SPD)
- Barbara Noack (* 1944), Mitglied der Bremischen Bürgerschaft (SPD)
- Andrea Gysi (* 1957), Politikerin
- Michaela Kaniber (* 1977), Bayerische Landwirtschaftsministerin
- Siegfried Walch (* 1984), Landrat des Landkreises Traunstein (CSU)

### Sportler
- Andreas Hinterstoißer (1914–1936), Bergsteiger
- Harry Saager (1919–1999), Radrennfahrer
- Christa Hintermaier (* 1946), Skirennläuferin
- Wolfram Kaminke (1947–2020), Fußballspieler
- Manfred Schöndorfer (* 1948), Ringer
- Richard Wolff (* 1948), Ringer
- Fritz Huber (* 1949), Ringer
- Helmut Kraus (* 1952), Eisschnellläufer und -trainer
- Walter Pichler (* 1959), Biathlet und Biathlontrainer
- Siegfried Seibold (* 1959), Ringer
- Mathias Holzner (* 1965), Duathlet und Triathlet
- Alexander Kastenhuber (* 1967), Radrennfahrer
- Stefan Holzner (* 1968), Triathlet
- Georg Nickaes (* 1971), Skibergsteiger
- Regina Häusl (* 1973), Skirennläuferin
- Andreas Ortner (* 1975), Radrennfahrer
- Anni Friesinger-Postma (* 1977), Eisschnellläuferin
- Barbara Gruber (* 1977), Skibergsteigerin
- Michael Neumayer (* 1979), Skispringer
- Jan Friesinger (* 1980), Eisschnellläufer
- Gregor Bermbach (* 1981), Bobsportler
- Agnes Friesinger (* 1984), Eisschnellläuferin
- Angelika Feldbacher (* 1986), Fußballspielerin
- Fabian Müller (* 1986), Fußballspieler
- Thomas Fischer (* 1986), Freestyle-Skier
- Moritz Geisreiter (* 1987), Eisschnellläufer
- Hermann Gassner (* 1988), Rallyefahrer
- Markus Eisenbichler (* 1991), Skispringer
- Philipp Öttl (* 1996), Motorradrennfahrer
- Manuel Edfelder (* 1996), Eishockeyspieler

### Wissenschaftler
- Josef Scheill (1784–1834), katholischer Geistlicher, Theologe und Kirchenrechtler
- Heinrich Puchner (1865–1938), Bodenkundler und Landtechniker
- Otto von Baeyer (1877–1946), Physiker
- Franz Hofmann (1888 – nach 1940), Kunsthistoriker
- Franz Taeschner (1888–1967), Orientalist und Islamwissenschaftler
- Horst W. Drescher (1932–2013), Anglist
- Franz Oberwinkler (1939–2018), Mykologe und Botaniker
- Hermann Rumschöttel (* 1941), Archivar, Historiker und Generaldirektor der Staatlichen Archive Bayerns
- Werner Deuse (* 1944), Altphilologe
- Gerhard Dohrn-van Rossum (* 1947), Historiker, Hochschullehrer
- Walter F. Tichy (* 1952), Informatiker
- Peter Druschel (* 1959), Informatiker
- Rainer Limpöck (* 1959), Sozialpädagoge und Heimatforscher
- Gerd Rasp (* 1960), Mediziner und Hochschullehrer
- Martin Sebaldt (* 1961), Politikwissenschaftler
- Manfred Schwaiger (* 1963), Wirtschaftswissenschaftler

### Unternehmer
- Max Aicher (* 1934)